# Brachyorrhos wallacei
Brachyorrhos wallacei es una especie de serpiente de la familia Homalopsidae.

## Distribución geográfica yhábitat
Es endémica de Halmahera (Indonesia).